# Nati nel 1914/Giugno
| Questa pagina contiene informazioni ricavate automaticamente dalle voci biografiche con l'ausilio del template Bio e di un bot. L'aggiornamento è periodico e automatico e ricostruisce completamente la pagina. Se manca una persona in questa lista, sei pregato di non aggiungerla, ma accertati piuttosto che la sua voce biografica contenga il template Bio e che i dati anagrafici siano correttamente compilati. Se il template Bio manca, inseriscilo tu stesso o, in alternativa, metti l'avviso {{tmp\|Bio}} che ne segnala la mancanza. Se i dati riportati sono sbagliati, correggi direttamente la voce biografica; le modifiche saranno visibili in questa lista entro pochi giorni. Per chiarimenti vedi il progetto biografie. La lista contiene solo le 147 persone che sono citate nell'enciclopedia e per le quali è stato implementato correttamente il template Bio. Pagina aggiornata al 18 lug 2025. |

- 1º giugno - Herbert Ihlefeld, aviatore tedesco († 1995)
- 3 giugno - Aldo Buzzelli, politico, partigiano e magistrato italiano († 1989)
- 3 giugno - Roy Glenn, attore statunitense († 1971)
- 3 giugno - Karel Kaers, ciclista su strada e pistard belga († 1972)
- 3 giugno - Kirill Petrovič Kondrašin, direttore d'orchestra russo († 1981)
- 3 giugno - Tibor Nyilas, schermidore statunitense († 1986)
- 3 giugno - Ignacio Ponseti, medico spagnolo († 2009)
- 3 giugno - Aristide Sellitti, politico italiano († 1994)
- 4 giugno - Gustave Crabbe, cestista belga († 1978)
- 4 giugno - Ken Gunning, cestista e allenatore di pallacanestro statunitense († 1991)
- 4 giugno - Raymond Gérard, cestista e arbitro di pallacanestro belga
- 5 giugno - Rose Hill, attrice e soprano britannica († 2003)
- 5 giugno - Estelle Reiner, attrice e cantante statunitense († 2008)
- 6 giugno - Hubert Adams Carter, alpinista e insegnante statunitense († 1995)
- 6 giugno - Pier Giuseppe Cevese, chirurgo italiano († 1995)
- 6 giugno - Saverio Malizia, generale e magistrato italiano
- 7 giugno - Khwaja Ahmad Abbas, regista indiano († 1987)
- 7 giugno - Carlo Bianchi, calciatore italiano
- 7 giugno - Alberto Camenzind, architetto svizzero († 2004)
- 7 giugno - Nicola Cotecchia, politico e funzionario italiano († 2001)
- 7 giugno - Florian Grzechowiak, cestista e allenatore di pallacanestro polacco († 1972)
- 7 giugno - Marino Renner, calciatore italiano († 1996)
- 8 giugno - René Gérard, calciatore francese († 1987)
- 8 giugno - Harold Pearl, illustratore britannico († 1975)
- 8 giugno - Luciano Petech, orientalista e storico delle religioni italiano († 2010)
- 9 giugno - Carlo Massoni, generale italiano († 2010)
- 10 giugno - Antonio Cece, vescovo cattolico italiano († 1980)
- 10 giugno - Joseph DePietro, sollevatore statunitense († 1999)
- 10 giugno - Hans Klodt, calciatore tedesco († 1996)
- 10 giugno - Alberto Li Gobbi, generale italiano († 2011)
- 10 giugno - Ugo Purcaro, schermidore italiano († 1987)
- 10 giugno - Stefano Rivetti di Val Cervo, imprenditore italiano († 1988)
- 10 giugno - Rosita Serrano, cantante e attrice cilena († 1997)
- 11 giugno - Henry Barakat, regista egiziano († 1997)
- 11 giugno - Oliviero Mascheroni, calciatore italiano († 1987)
- 11 giugno - Jean Meyer, attore, commediografo e regista francese († 2003)
- 11 giugno - Gerald Mohr, attore statunitense († 1968)
- 11 giugno - Giacomo Signori, pallanuotista e nuotatore italiano († 2005)
- 12 giugno - Enrico Ardù, partigiano e giornalista italiano († 1985)
- 12 giugno - Go Seigen, goista cinese († 2014)
- 12 giugno - Wassily Hoeffding, statistico finlandese († 1991)
- 12 giugno - William Lundigan, attore statunitense († 1975)
- 12 giugno - John Seymour, ambientalista e scrittore britannico († 2004)
- 12 giugno - Luigi Valsecchi, arbitro di calcio italiano
- 13 giugno - Fernando Bonamartini, calciatore italiano
- 13 giugno - Rino Da Positano, cantante, compositore e paroliere italiano († 1964)
- 13 giugno - Frederic Franklin, danzatore e direttore artistico britannico († 2013)
- 13 giugno - Jónas Halldórsson, pallanuotista islandese († 2005)
- 13 giugno - Antonio Iannucci, arcivescovo cattolico italiano († 2008)
- 13 giugno - Anna Maria Ortese, scrittrice italiana († 1998)
- 13 giugno - Filippo Walter Ratti, regista e sceneggiatore italiano († 1981)
- 13 giugno - Constant Vanden Stock, allenatore di calcio e calciatore belga († 2008)
- 14 giugno - Maria de la Esperanza di Borbone-Due Sicilie, principessa spagnola († 2005)
- 14 giugno - Gisèle Casadesus, attrice francese († 2017)
- 14 giugno - Rui Nascimento, compositore di scacchi portoghese († 2012)
- 14 giugno - Cesare Pozzi, partigiano italiano († 2007)
- 14 giugno - Chil Rajchman, superstite dell'Olocausto polacco († 2004)
- 14 giugno - Henry Tiller, pugile norvegese († 1999)
- 15 giugno - Jurij Vladimirovič Andropov, politico e militare sovietico († 1984)
- 15 giugno - Alfio Caponi, politico, sindacalista e partigiano italiano († 2004)
- 15 giugno - Gordon Clark, allenatore di calcio inglese († 1997)
- 15 giugno - Henry Forsberg, compositore di scacchi svedese († 1981)
- 15 giugno - Raffaello Arcangelo Salimbeni, scultore e pittore italiano († 1991)
- 15 giugno - Saul Steinberg, disegnatore e illustratore rumeno († 1999)
- 15 giugno - Joe Triscari, trombettista statunitense († 1961)
- 16 giugno - Louis Gabrillargues, calciatore francese († 1994)
- 16 giugno - Warner Tjardus Koiter, ingegnere olandese († 1997)
- 16 giugno - Colette Maze, pianista francese († 2023)
- 16 giugno - Lado Piščanc, presbitero e poeta sloveno († 1944)
- 16 giugno - Eugen Rupf, calciatore e allenatore di calcio svizzero († 2000)
- 17 giugno - Julián Marías, filosofo e scrittore spagnolo († 2005)
- 17 giugno - John Hersey, giornalista e scrittore statunitense († 1993)
- 17 giugno - Takehiko Kanagoki, cestista giapponese († 1992)
- 17 giugno - John Van Alphen, calciatore belga († 1961)
- 18 giugno - Brunetto Bucciarelli-Ducci, politico e magistrato italiano († 1994)
- 18 giugno - Demetrio Antonio Chianesi, militare italiano († 2006)
- 18 giugno - Toni Gobbi, alpinista, scialpinista e imprenditore italiano († 1970)
- 18 giugno - E.G. Marshall, attore statunitense († 1998)
- 18 giugno - Charles McBurney, archeologo statunitense († 1979)
- 18 giugno - Salvador Molina, ciclista su strada spagnolo († 1982)
- 18 giugno - Xie Tian, attore e regista cinese († 2003)
- 18 giugno - Václav Zykmund, pittore e fotografo cecoslovacco († 1984)
- 19 giugno - Rinaldo Arnaldi, militare e partigiano italiano († 1944)
- 19 giugno - Alan Cranston, giornalista e politico statunitense († 2000)
- 19 giugno - Harry Lauter, attore statunitense († 1990)
- 19 giugno - Bror Rexed, neuroscienziato svedese († 2002)
- 20 giugno - Albrecht Brandi, militare e marinaio tedesco († 1966)
- 20 giugno - Zelda Schneersohn Mishkovsky, poetessa israeliana († 1984)
- 20 giugno - Muazzez İlmiye Çığ, archeologa, antropologa e scrittrice turca († 2024)
- 21 giugno - Rex Applegate, militare statunitense († 1998)
- 21 giugno - William Vickrey, economista canadese († 1996)
- 22 giugno - Alexandre Cirici i Pellicer, scrittore spagnolo († 1983)
- 22 giugno - Mike Feldman, politico statunitense († 2007)
- 22 giugno - Kurt Neumüller, pianista e pedagogo austriaco († 1982)
- 22 giugno - Paolino Piola, calciatore italiano († 1970)
- 22 giugno - Haviva Reik, militare britannica († 1944)
- 22 giugno - Bert Sproston, calciatore inglese († 2000)
- 23 giugno - Paolo Calò, calciatore italiano
- 23 giugno - Georges Franzi, scrittore e presbitero monegasco († 1997)
- 23 giugno - Arthur Karlsson, calciatore svedese († 1977)
- 23 giugno - Juan Landolfi, calciatore e allenatore di calcio argentino
- 23 giugno - Woo Zung-whan, calciatore sudcoreano († 1953)
- 23 giugno - Ignacio de la Vega, cestista messicano († 1974)
- 24 giugno - Carl Braden, attivista statunitense († 1975)
- 24 giugno - Kari Diesen, attrice norvegese († 1987)
- 24 giugno - Peg Hillias, attrice statunitense († 1960)
- 24 giugno - Jan Karski, militare polacco († 2000)
- 24 giugno - Myroslav Ivan Ljubačivs'kyj, cardinale ucraino († 2000)
- 24 giugno - Pearl Witherington, militare britannica († 2008)
- 24 giugno - Ignace de la Potterie, gesuita e teologo belga († 2003)
- 25 giugno - Paul Delouvrier, politico francese († 1995)
- 25 giugno - Guglielmo Giaquinta, vescovo cattolico e teologo italiano († 1994)
- 25 giugno - Jean Séguy, linguista, docente e filologo francese († 1973)
- 26 giugno - Shapur Bakhtiar, politico iraniano († 1991)
- 26 giugno - Salvatore Cottoni, politico e avvocato italiano († 1974)
- 26 giugno - Sofia di Grecia, principessa greca († 2001)
- 26 giugno - Lorenz Hackenholt, militare tedesco († 1945)
- 26 giugno - Lyman Spitzer, fisico e astronomo statunitense († 1997)
- 26 giugno - Wolfgang Windgassen, tenore tedesco († 1974)
- 27 giugno - Robert Aickman, scrittore britannico († 1981)
- 27 giugno - Giorgio Almirante, politico italiano († 1988)
- 27 giugno - William Foote Whyte, sociologo statunitense († 2000)
- 27 giugno - Dilvo Lotti, pittore italiano († 2009)
- 27 giugno - Jean Netter, militare e aviatore francese († 2010)
- 27 giugno - Emma Schwarz, attivista italiana († 1992)
- 27 giugno - Víctor Tortora, calciatore e allenatore di calcio uruguaiano († 1996)
- 27 giugno - Ilkka Törrönen, cestista finlandese († 1943)
- 27 giugno - Cor Wilders, calciatore olandese († 1998)
- 28 giugno - Silvano Arieti, psichiatra italiano († 1981)
- 28 giugno - Armando Buso, pittore e incisore italiano († 1975)
- 28 giugno - Domenico Canalella, presbitero e traduttore italiano († 1978)
- 28 giugno - Gyula Cseszneky, poeta, traduttore e politico ungherese († 1970)
- 28 giugno - Ermenegildo Dal Pan, aviatore e militare italiano († 1937)
- 28 giugno - Aribert Heim, medico austriaco († 1992)
- 28 giugno - Ian MacDonald, attore statunitense († 1978)
- 28 giugno - Nicoletta Neri, traduttrice e anglista italiana († 2000)
- 28 giugno - Edgardo Rebosio, calciatore italiano
- 28 giugno - Barat Shakinskaya, attrice azera († 1999)
- 29 giugno - Rafael Kubelík, compositore e direttore d'orchestra ceco († 1996)
- 29 giugno - Vito Kubilus, cestista e allenatore di pallacanestro statunitense († 1986)
- 30 giugno - Kurt Baluses, allenatore di calcio e calciatore tedesco occidentale († 1972)
- 30 giugno - Vladimir Nikolaevič Čelomej, ingegnere sovietico († 1984)
- 30 giugno - Francisco da Costa Gomes, generale e politico portoghese († 2001)
- 30 giugno - Li Shaotang, cestista cinese
- 30 giugno - Antonio Mauro, arcivescovo cattolico italiano († 2001)
- 30 giugno - Yaakov Orland, poeta, drammaturgo e paroliere israeliano († 2002)
- 30 giugno - Valentino Vailati, arcivescovo cattolico italiano († 1998)